# Butterfly Net
«Butterfly Net» — песня американской певицы-песенницы Кэролайн Полачек, вошедшая в её четвёртый студийный альбом Desire, I Want to Turn Into You, выпущенный 14 февраля 2023 года. Песня была написана и спродюсирована Полачек совместно с Дэнни Л Харлем. Ремикс-версия с участием американской певицы Уайз Блад была выпущена 7 февраля 2024 года в качестве второго сингла из делюкс-издания альбома с подзаголовком Everasking Edition.

## Предыстория и релиз
Композиция «Butterfly Net» вошла в четвёртый студийный альбом Кэролайн Полачек Desire, I Want to Turn Into You, получивший признание критиков и вошедший в списки лучших альбомов года по версии Billboard, The Independent, The Guardian, The New York Times, и DIY Magazine. «Butterfly Net» имеет «барочную арт-поп»-вселенную.
Полачек впервые опубликовала часть обложки ремикса на своих аккаунтах в социальных сетях 6 февраля 2024 года с текстом «Tomorrow». На следующий день песня была неожиданно выпущена для цифрового скачивания и стриминга, а параллельно она анонсировала делюкс-издание альбома.

## Отзывы критиков
В рецензии на стандартное издание Desire, I Want to Turn Into You критик Rolling Stone Мора Джонстон назвала «Butterfly Net» «светящейся балладой» и похвалила её «медленно сгорающие инструменты» и «бесстрастный вокал» Полачек. Для того же журнала Лариша Пол заявила, что участие Уайз Блад в песне — «возвышающее появление» .
По мнению рецензента журнала Flood Уилла Шуба, оба артиста «объединяют усилия» в припеве, вдохновлённом «пауэр-балладой». Ремикс был описан Робином Мюрреем для Clash как «божественный дуэт» и «поистине прекрасное музыкальное произведение» с «духовным качеством», «более спартанским, чем авант-поп максимализм оригинального альбома». В положительной рецензии Люси Харброн для Far Out дала ремиксу 3,5 звезды из 5 и заявила, что «глубокий, бархатистый звук Меринга идеально контрастирует с высокочастотной вокальной акробатикой Полачек» . Критик Stereogum Крис Девилль также высоко оценил участие Уайз Блад в треке.